# Parapercis lineopunctata
Parapercis lineopunctata és una espècie de peix de la família dels pingüipèdids i de l'ordre dels perciformes.

## Etimologia
El seu nom específic, lineopunctata, prové dels mots llatins linea (línia) i punctum (punt) en referència a les línies de punts del seu cos.

## Descripció
El mascle fa 7,4 cm de llargària màxima i la femella 7,6. La coloració del cos va del verdós pàl·lid al groc pàl·lid al dors i blanc al ventre; amb una sèrie de 5 franges fosques i amples al dors; la part inferior del cos amb una sèrie de 9 bandes (la part superior de cadascuna amb una taca negrosa i curta semblant a un guió de puntuació); una línia negra estesa des de la part frontal del llavi superior fins als ulls (de vegades, amb 1-3 línies iridescents de color blau clar en el musell i les galtes a sota de l'ull); dues fileres de punts negres des de darrere dels ulls fins a prop de la meitat del cos (1 filera per sobre de la línia lateral i l'altra per sota); i la part posterior de la galta i la inferior de l'opercle amb punts negres, els quals sovint continuen en fileres irregulars fins a la part anterior del cos. 5 espines i 20-21 radis tous a l'aleta dorsal i 1 espina i 16-18 radis tous a l'anal. 14-16 (rarament 14 o 16) radis a les aletes pectorals. Membrana de la darrera espina dorsal unida a la base del primer radi tou. Base de la primera aleta dorsal amb una gran taca de color marró fosc a la base. 45-51 escates a la línia lateral. Al voltant de 4 escates predorsals. Escates ctenoides a les galtes, les quals formen entre 5 i 6 fileres horitzontals. 3-4 + 8-10 branquiespines. 8 dents canines a la part davantera de la mandíbula inferior. Presència de dents palatines. Vora superior del subopercle amb una espina prominent i esmolada.

## Reproducció
És un hermafrodita proterogínic (és a dir, primer és femella i després mascle) i la fecundació és externa.

## Hàbitat i distribució geogràfica
És un peix marí, associat als esculls de corall (entre 3 i 28 m de fondària), no migratori i de clima tropical (15°N-25°S, 100°E-165°E), el qual viu al Pacífic occidental: els fons sorrencs i encalmats a prop dels esculls des de Sumatra, Sulawesi i les illes Filipines fins a les illes Salomó i Austràlia (la Gran Barrera de Corall, Queensland i l'illa de Lord Howe).

## Observacions
És inofensiu per als humans.